# لغة ميزو
لغة الميزو هي لغة تبتية بورمية، تُتحدث بها بشكل رئيسي في ولاية ميزورام الهندية، حيث تُعدّ اللغة الرسمية واللغة المشتركة. وهي اللغة الأم لشعب الميزو وبعض أفراد جاليته الميزوية. وإلى جانب ميزورام، تُستخدم أيضًا في ولايات ميكالية ومانيبور وتريبورة وآسام في الهند، ومنطقة ساجينغ وولاية تشين في ميانمار، ومنطقة تلال جاتجام في بنغلاديش. وتستند بشكل رئيسي إلى لهجة لوسي، ولكنها اشتقت أيضًا العديد من كلماتها من عشائر الميزو المحيطة بها، مثل همر وباوي، وغيرهما.
تُعرف اللغة أيضًا باسم دوهليان و لوشاي، وهو مصطلح استعماري، حيث كان شعب دوهليان أول من واجهه البريطانيون من بين شعب الميزو في سياق توسعهم الاستعماري.